# Məmmədrzalı
Məmmədrzalı è un comune dell'Azerbaigian situato nel distretto di Cəlilabad. Conta una popolazione di 1 491 abitanti.